# Indiska järnvägspolisen
Indiska järnvägspolisen (Government Railway Police), är en särskild tjänstegren inom de indiska delstaternas poliskårer, med ansvar för att upprätthålla ordning och säkerhet inom järnvägstransportområdet.
Järnvägspolisen får inte förväxlas med Indiens järnvägsskyddsstyrka (The Railway Protection Force), vilket är en federal paramilitär styrka under järnvägsministeriet.